# Brooks (Georgia)
Brooks is een plaats (town) in de Amerikaanse staat Georgia, en valt bestuurlijk gezien onder Fayette County.

## Demografie
Bij de volkstelling in 2000 werd het aantal inwoners vastgesteld op 553.
In 2006 is het aantal inwoners door het United States Census Bureau geschat op 660, een stijging van 107 (19,3%).

## Geografie
Volgens het United States Census Bureau beslaat de plaats een oppervlakte van
10,5 km², geheel bestaande uit land. Brooks ligt op ongeveer 251 m boven zeeniveau.

## Plaatsen in de nabije omgeving
De onderstaande figuur toont nabijgelegen plaatsen in een straal van 16 km rond Brooks.